# Докторът (филм)
 Тази статия е за филма.  За сериала вижте Докторът (сериал).  
„Докторът“ (на английски: The Doctor) е американска драма от 1991 г. на режисьора Ранда Хейнс и е базиран на книгата  „A Taste of My Own Medicine“ от Едуард Розънбаум. Във филма участват Уилям Хърт, Кристин Лахти, Манди Патинкин и Елизабет Пъркинс.